# Padshah Begum
Padshah Begum (in persiano پادشاه بیگم‎) è stato un titolo imperiale Moghul femminile, il più alto che potesse essere concesso a una consorte imperiale, la quale, detendolo, assumeva automaticamente allo status di consorte principale e di donna di rango più alto nella zenana. Occasionalmente, poteva essere concesso anche a una parente dell'imperatore, come una figlia o una sorella. Sebbene non esista una traduzione concettuale esatta, in Occidente tale titolo era considerato equivalente a quello di "Imperatrice consorte". 

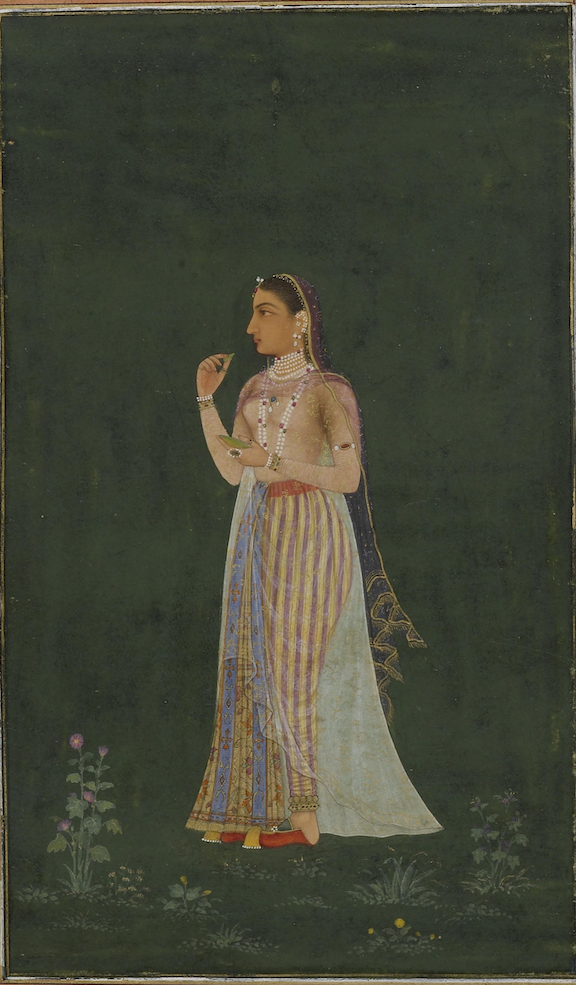
La principessa Jahanara Begum, Padshah Begum durante il regno di suo padre Shah Jahan, dopo la morte di sua madre Mumtaz Mahal, e di suo fratello Aurangzeb

## Etimologia
Padshah (anche Padiscià, Padishah, Badshah, Badishah, Padeshah e Padişah) è una parola di origine persiana, composta da Pad (padrone) e Shah (re). Tradotto solitamente come "Gran Re", fu usato come titolo supremo da imperatori di diversi regni asiatici, da quelli achemenidi, ai sultani ottomani fino a quelli Moghul.
Begum (anche Begam) è invece un titolo onorifico femminile indicante la moglie o la figlia di un beg (anche bey o baig).

## Storia e utilizzo
Risalente agli albori dell'Impero Moghul, il titolo di Padshah Begum veniva concesso, a discrezione dell'imperatore, a una sola donna della sua famiglia per volta. Solitamente, questa era una delle sue consorti, spesso la consorte favorita piuttosto che quella più anziana o quella di nascita migliore. Occasionalmente, tale titolo poteva essere concesso alla madre, a una sorella o a una figlia dell'imperatore, nel quale caso poteva essere tradotto come "Imperatrice madre" o "Imperatrice fra le principesse/Gran principessa". 
La donna che lo portava diventava automaticamente quella di più alto rango nella famiglia imperiale e assumeva il ruolo e/o i doveri della consorte principale. 

## Elenco dellePadshah Begum
| Padshah Begum      | Regno | Regno | Parentela                                     |
| Padshah Begum      | Dal   | Al    | Parentela                                     |
| ------------------ | ----- | ----- | --------------------------------------------- |
| Maham Begum        | 1526  | 1530  | - Moglie di Babur                             |
| Bega Begum         | 1530  | 1540  | - Moglie di Humayun                           |
| Bega Begum         | 1555  | 1556  | - Moglie di Humayun                           |
| Hamida Banu Begum  | 1556  | 1604  | - Madre di Akbar                              |
| Saliha Banu Begum  | 1608  | 1620  | - Moglie di Jahangir                          |
| Nur Jahan          | 1620  | 1627  | - Moglie di Jahangir                          |
| Mumtaz Mahal       | 1628  | 1631  | - Moglie di Shah Jahan                        |
| Jahanara Begum     | 1631  | 1658  | - Figlia di Shah Jahan - Sorella di Aurangzeb |
| Jahanara Begum     | 1669  | 1681  | - Figlia di Shah Jahan - Sorella di Aurangzeb |
| Roshanara Begum    | 1658  | 1669  | - Figlia di Shah Jahan - Sorella di Aurangzeb |
| Zinatunnissa Begum | 1681  | 1721  | - Figlia di Aurangzeb                         |
| Badshah Begum      | 1721  | 1789  | - Moglie di Muhammad Shah                     |
| Zeenat Mahal       | 1840  | 1857  | - Moglie di Bahadur Shah II                   |